# Union Square (New York)
Union Square Park (ook bekend als Union Square) is een belangrijke en historische kruising in New York. De kruising ligt waar Broadway en Bowery in de 19e eeuw samenkwamen.
14th Street, Union Square East, 17th Street en Union Square West komen samen op deze plek.
Het park wordt beheerd door de New York City Department of Parks and Recreation en de Metropolitan Transportation Authority. Het is een National Historic Landmark sinds 1997.

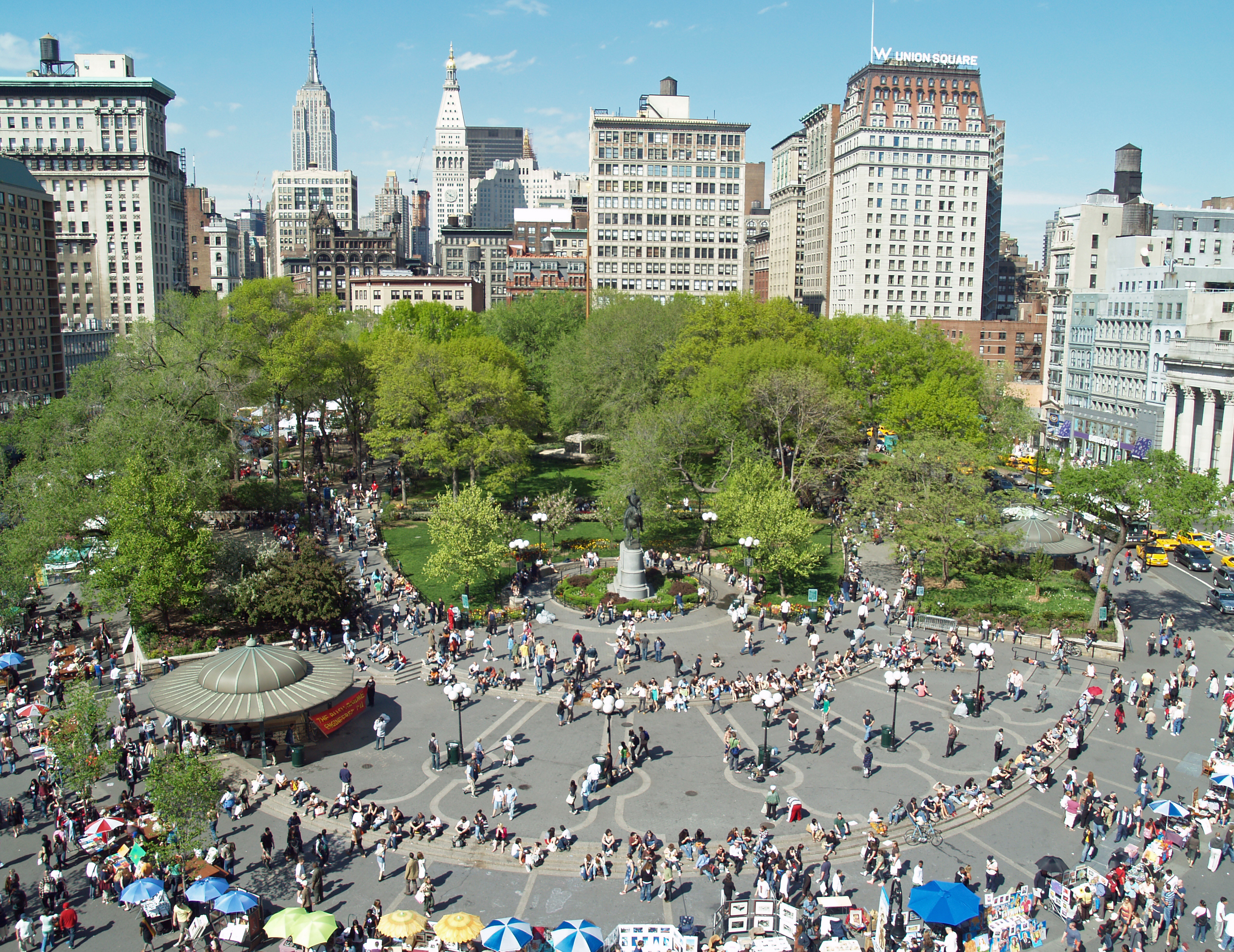
Union Square

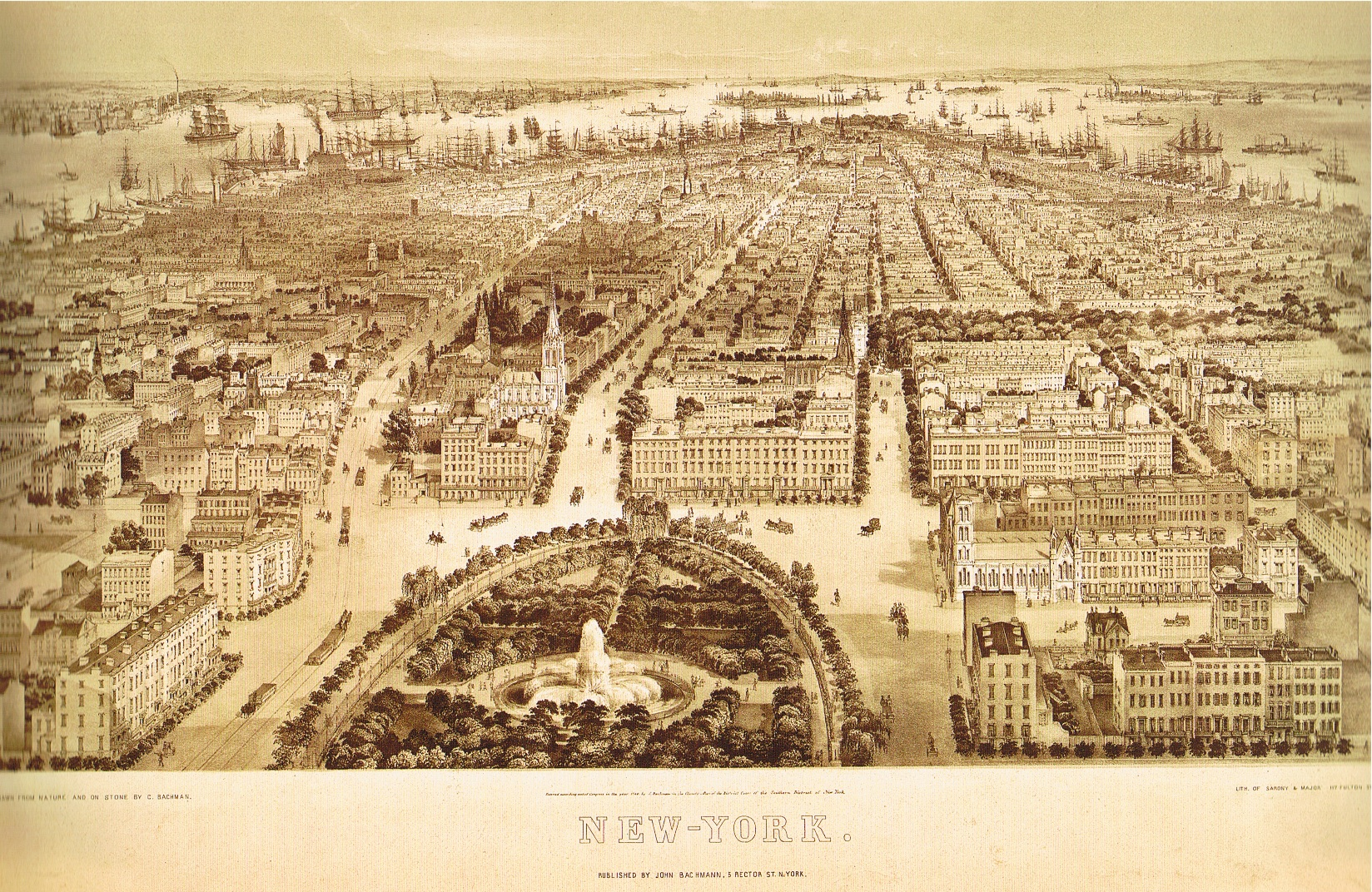
Union Square omstreeks 1849